# Anzhelika Timanina
Anzhelika Timanina –en ruso, Анжелика Тиманина– (26 de abril de 1989) es una deportista rusa que compitió en natación sincronizada.
Participó en los Juegos Olímpicos de Londres 2012, obteniendo una medalla de oro en la prueba de equipo. Ganó once medallas de oro en el Campeonato Mundial de Natación entre los años 2009 y 2015, y dos medallas de oro en el Campeonato Europeo de Natación de 2010.

## Palmarés internacional
| Juegos Olímpicos   | Juegos Olímpicos      | Juegos Olímpicos | Juegos Olímpicos  |
| Año                | Lugar                 | Medalla          | Prueba            |
| ------------------ | --------------------- | ---------------- | ----------------- |
| 2012               | Londres (Reino Unido) | Medalla de oro   | Equipo            |
| Campeonato Mundial |                       |                  |                   |
| Año                | Lugar                 | Medalla          | Prueba            |
| 2009               | Roma (Italia)         | Medalla de oro   | Equipo técnico    |
| 2009               | Roma (Italia)         | Medalla de oro   | Equipo libre      |
| 2011               | Shanghái (China)      | Medalla de oro   | Equipo técnico    |
| 2011               | Shanghái (China)      | Medalla de oro   | Equipo libre      |
| 2011               | Shanghái (China)      | Medalla de oro   | Combinación libre |
| 2013               | Barcelona (España)    | Medalla de oro   | Equipo técnico    |
| 2013               | Barcelona (España)    | Medalla de oro   | Equipo libre      |
| 2013               | Barcelona (España)    | Medalla de oro   | Combinación libre |
| 2015               | Kazán (Rusia)         | Medalla de oro   | Equipo técnico    |
| 2015               | Kazán (Rusia)         | Medalla de oro   | Equipo libre      |
| 2015               | Kazán (Rusia)         | Medalla de oro   | Combinación libre |
| Campeonato Europeo |                       |                  |                   |
| Año                | Lugar                 | Medalla          | Prueba            |
| 2010               | Budapest (Hungría)    | Medalla de oro   | Equipo            |
| 2010               | Budapest (Hungría)    | Medalla de oro   | Combinación libre |